# دهستان ماهوربرنجی
دهستان ماهوربرنجی نام دهستانی در بخش سردشت شهرستان دزفول، استان خوزستان در ایران است. براساس سرشماری مرکز آمار ایران در سال ۱۳۸۵، جمعیت آن ۱۷۷۴۸ نفر (۳۳۶۲ خانوار) بوده‌است.

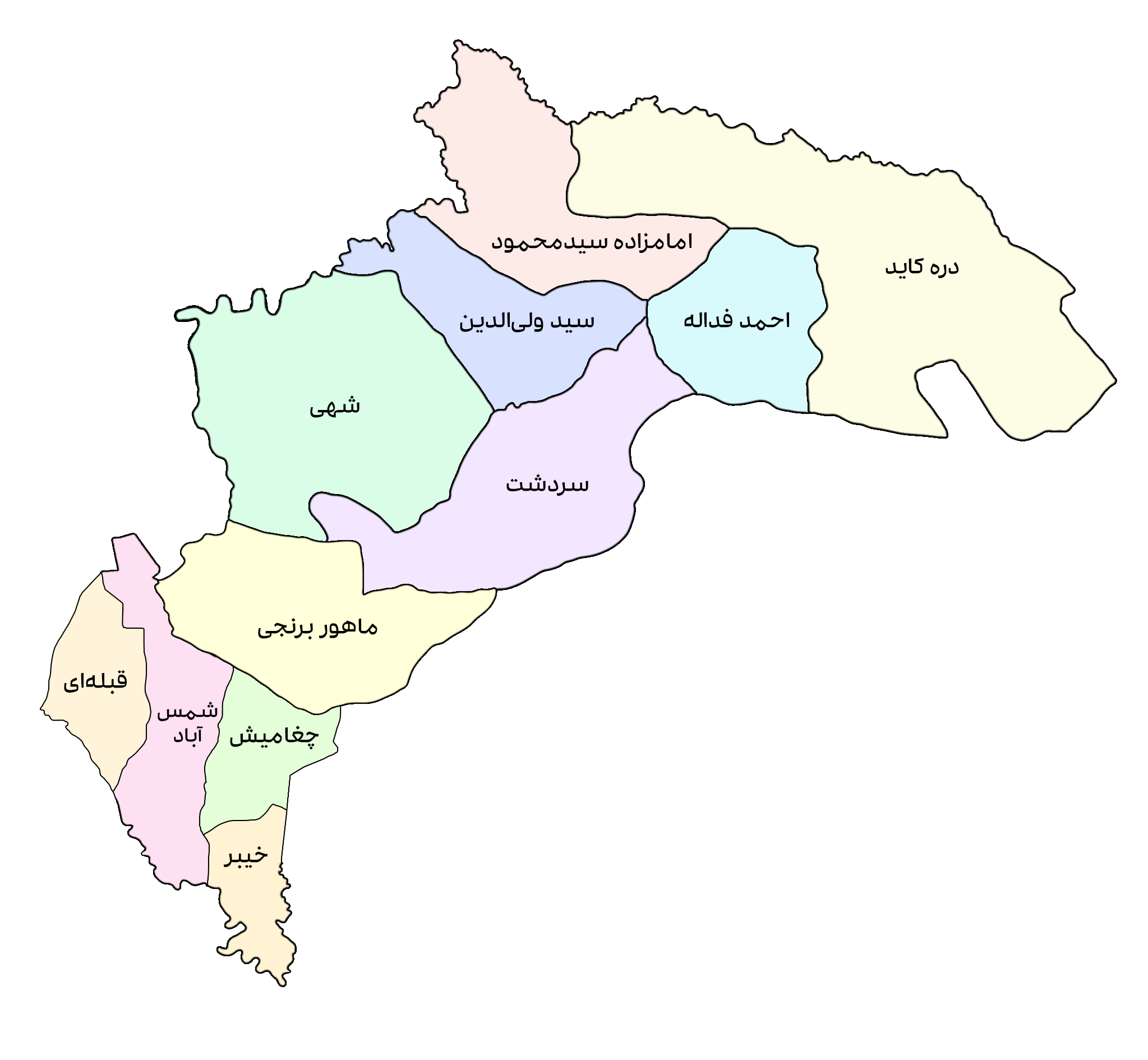
نقشه دهستان‌های شهرستان دزفول

مردم این دهستان از باب کیان ارثی بختیاری هستند